# Jesús Varela Savela
Jesús Varela Savela (Génova, Italia, 25 de diciembre de 1923 - Nizhni Nóvgorod, Rusia, 15 de noviembre de 1995) fue un futbolista y delantero hispano-soviético.

## Biografía
Varela Savela nació en Génova y posteriormente se trasladó con su familia a San Sebastián, abiertamente de izquierdas.
En 1937, durante la guerra civil española, fue evacuado a un orfanato en la Unión Soviética en Asia Central (su padre se exilió en Francia). Allí pasó la Segunda Guerra Mundial, por lo que llegó a dominar el ruso. Al regresar a Moscú, ingresó en la Universidad Estatal de Agricultura de Moscú, pero fue expulsado en el cuarto año. Durante sus estudios, Varela jugó al fútbol y en 1947 se unió al equipo FC Torpedo de Moscú. Al final de la temporada de 1948, el entrenador Víktor Máslov fue transferido a Gorky y se llevó consigo a Varela. Varela jugó en el Torpedo de Gorky durante siete temporadas y en 1952 sufrió una doble fractura abierta en la pierna.
Después de terminar su carrera futbolística, trabajó en Gorkovsky Avtomobilny Zavod, como encargado de transporte de carne en una tienda local y entrenó equipos de equipos infantiles. La idea del retorno permanente a San Sebastián natal siempre estuvo en mente, si bien nunca se efectuó. Sin embargo,Jesús y su mujer pudieron visitar España en 1979, con la apertura de la transición democrática, pudiéndose reencontrar con su madre tras 40 años.

## Clubes
| Club             | País            | Año       |
| ---------------- | --------------- | --------- |
| Torpedo de Moscú | Unión Soviética | 1947-1948 |
| Torpedo de Gorky | Unión Soviética | 1949-1955 |